# Antiphonaire de Compiègne
L'Antiphonaire de Compiègne est un manuscrit enluminé contenant un graduel et un antiphonaire de la fin du IXe siècle. Il provient de l'abbaye Saint-Corneille de Compiègne qui lui a donné son nom. Il s'agit du plus ancien antiphonaire en latin conservé. Il est actuellement conservé  à la Bibliothèque nationale de France (Lat.17436).

## Historique
Le manuscrit, par son style et son écriture, pourrait avoir été réalisé au sein de l'école du palais de Charles le Chauve, dont la localisation n'est pas connue avec précision. Les invocations à saint Vaast, saint Quentin et saint Médard sont révélatrices d'une commande de ce souverain. Le manuscrit pourrait avoir été donné par lui à l'abbaye Saint-Corneille de Compiègne (appelée alors abbaye Notre-Dame) à l'occasion de la dédicace de la chapelle palatine et de la consécration de l'église du monastère le 5 mai 877, comme semble l'indiquer l'ajout d'une séquence alléluiatique au folio 30. La bibliothèque de l'empereur est d'ailleurs été léguée à cette même abbaye à sa mort. Une Vita de saint Remi a été ajoutée plus tardivement au XIe siècle,.
Le manuscrit reste au sein de la bibliothèque de l'abbaye jusqu'à la Révolution. Il y est décrit au XVIIe siècle par Dom Michel Germain. Après la fermeture de l'abbaye, le manuscrit est donné en 1803 à la Bibliothèque nationale.

## Description

### Texte

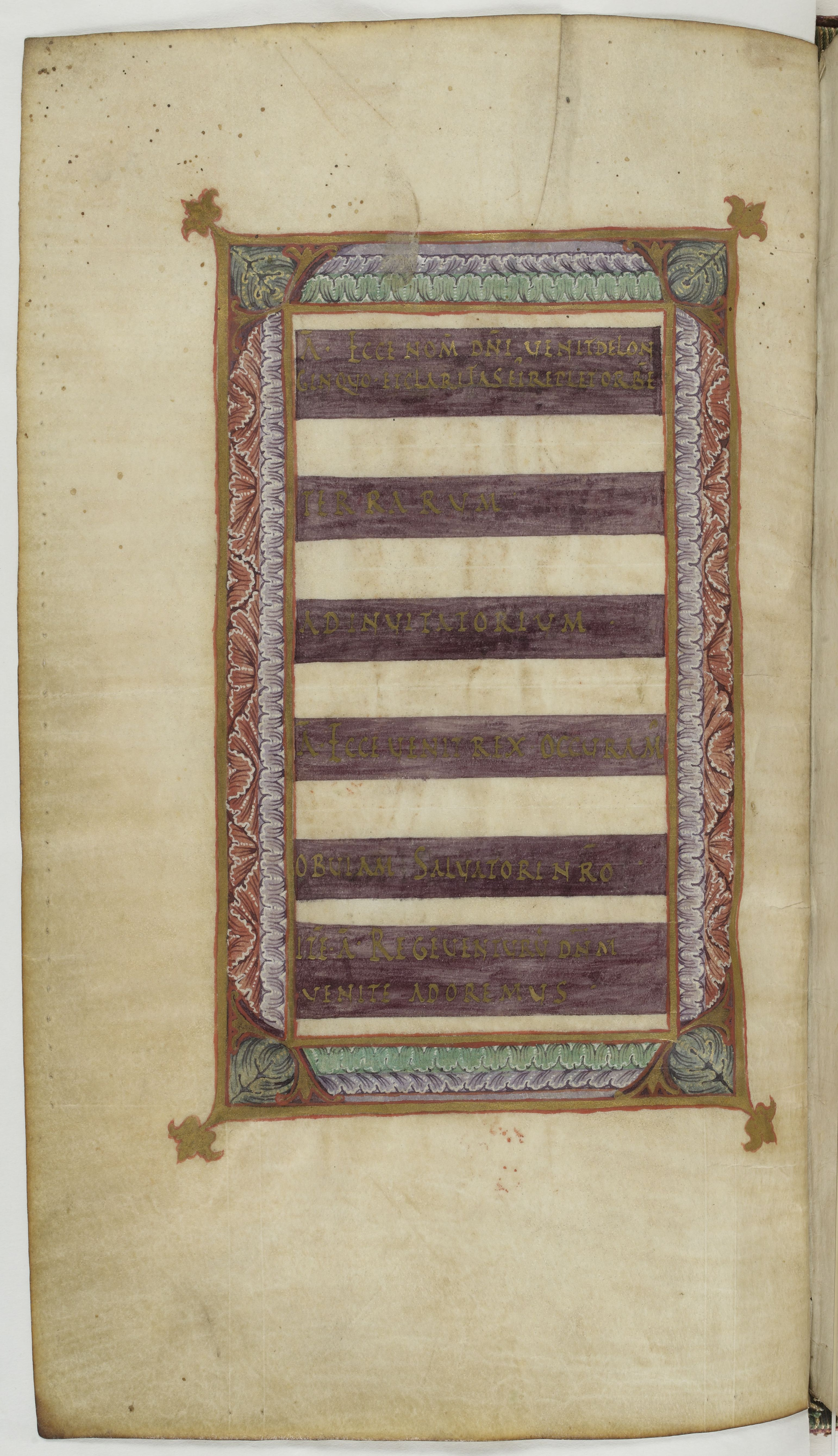
Incipit de l'antiphonaire, f.32v.

Le texte a été établi probablement à partir de sources disparates et contient de nombreuses erreurs tout comme ses rubriques et l'ordre liturgique. Il a peut-être été compilé à destination d'une personne plutôt que d'une église à l'origine. 
Il contient les chapitres suivant :
- Gregorius præsul en préface, f.1v.-2
- Graduel,  commençant avec l’offertoire précédant le troisième dimanche de l’Avent et se terminant après la fête de Sainte-Praxède, f.2v-23v
- Prière contre les invasions normandes : Summa pia, f.24
- Liste des Alléluia, f.25
- Antiennes de procession, f.26-29
- Alleluia des Versus ad sequentia, f.29-30
- Péricope évangélique en notes tironiennes, f.30v
- Antiphonaire propre, f.31v-107
- Vita de saint Remi, f.107v.-109v

### Décorations

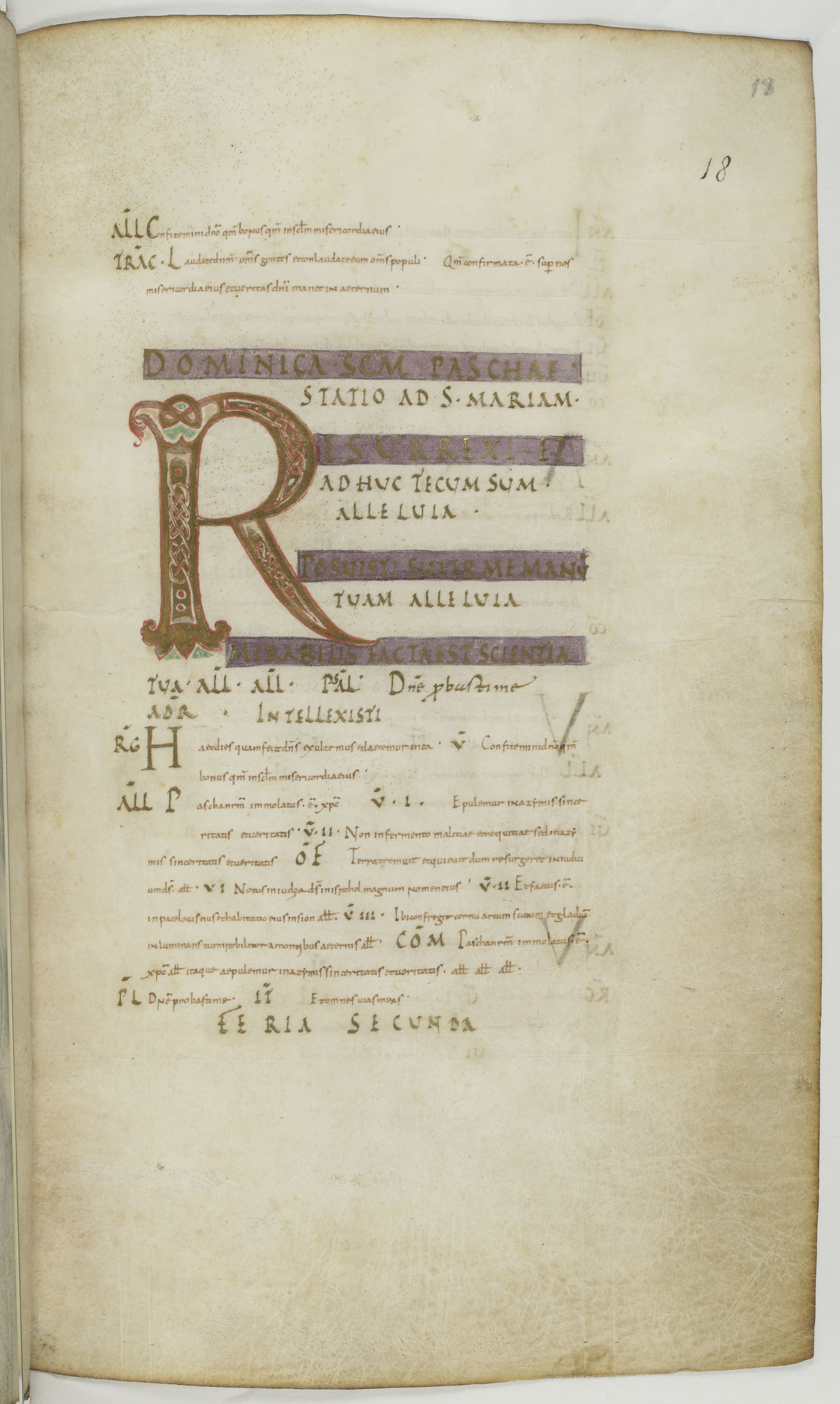
Lettrine au sein du graduel, f.18r.

Le manuscrit est décoré très sobrement de quelques lettrines peintes sur un fond d'or, des rubriques et des petites lettrines de la même couleur, ainsi que des encadrements composés de bandes pourprées sur lesquelles sont inscrites les titres et incipit des principaux du graduel et de l'antiphonaire. Les motifs sont faits de feuilles d'acanthe vertes et mauves ainsi que de pointillés multicolores qui rappellent les autres manuscrits de l'école du palais de Charles le Chauve. 